# Ndélé
Ndélé – miasto w północnej Republice Środkowoafrykańskiej, stolica prefektury Bamingui-Bangoran). Według danych szacunkowych na rok 2003 liczy 10 850 mieszkańców.